# Jenny Håve
Jenny Ottilia Håve, född 31 december 1900 i Hamrånge i Gästrikland, död 16 december 1994 i Stora Mellösa, var en svensk lärare och målare.
Hon studerade under en tid vid Althins målarskola i Stockholm 1923 och vid Liefwendals målarskola i Strängnäs. Hon har medverkat i utställningar med Örebro konstklubb. Hennes konst består av stilleben och landskap i olja.  
Hon var från 1928 gift med folkskolläraren Harald Håve.